# Valsot
Valsot é uma comuna da Suíça, situada na região de Engiadina Bassa/Val Müstair, no cantão de Grisões. Tem 158,96 km² de área e sua população em 2018 foi estimada em 854 habitantes.
Foi criada em 1 de janeiro de 2013, a partir da fusão das antigas comunas de Ramosch e Tschlin.